# 가와베촌 (교토부 후나이군)
가와베촌(일본어: 川辺村)은 일본 교토부 후나이군에 설치되었던 촌이다. 현재의 난탄시에 해당한다.